# Klaus Borrmann
Klaus Borrmann (* 8. November 1936 in Berlin-Lichterfelde) ist ein deutscher Forstmann, Heimatforscher  und Autor. Er leitete von 1972 bis 2001 das Forstamt Lüttenhagen im Landkreis Mecklenburg-Strelitz. Als Heimatforscher hat er die Forst- und Jagdgeschichte dieses Landkreises, speziell der Feldberger Seenlandschaft, aufgearbeitet. Er ist auch ein bekannter Autor zu naturkundlichen Themen.

## Leben
Klaus Borrmann wurde in Berlin-Lichterfelde geboren als Sohn des Forstwartes Bernhard Borrmann und dessen Frau Elfriede, gebürtig aus Siethen. Borrmann sagt selbst, dass „die Kindheit im Haus der Eltern und das Forsthaus der Großeltern mütterlicherseits in Heiligengrabe“ seine Berufswahl beeinflusst hätten. Nach Schulbesuch in Siethen, Greiffenberg und Joachimsthal verbrachte er Jugend- und erste Berufsjahre in der Uckermark, wo Vater Borrmann Revierförster geworden war. Sein Studium der Forstwissenschaften in Eberswalde und Tharandt schloss er als Diplom-Forstingenieur ab. 1972 wurde ihm die Leitung der damaligen Oberförsterei (später Forstamt) Lüttenhagen des Staatlichen Forstwirtschaftsbetriebes Neustrelitz im Bezirk Neubrandenburg übertragen. Diese Funktion hatte er zunächst als Oberförster, ab 1992 als Forstmeister bis zum Eintritt in den Ruhestand Ende 2001 inne.

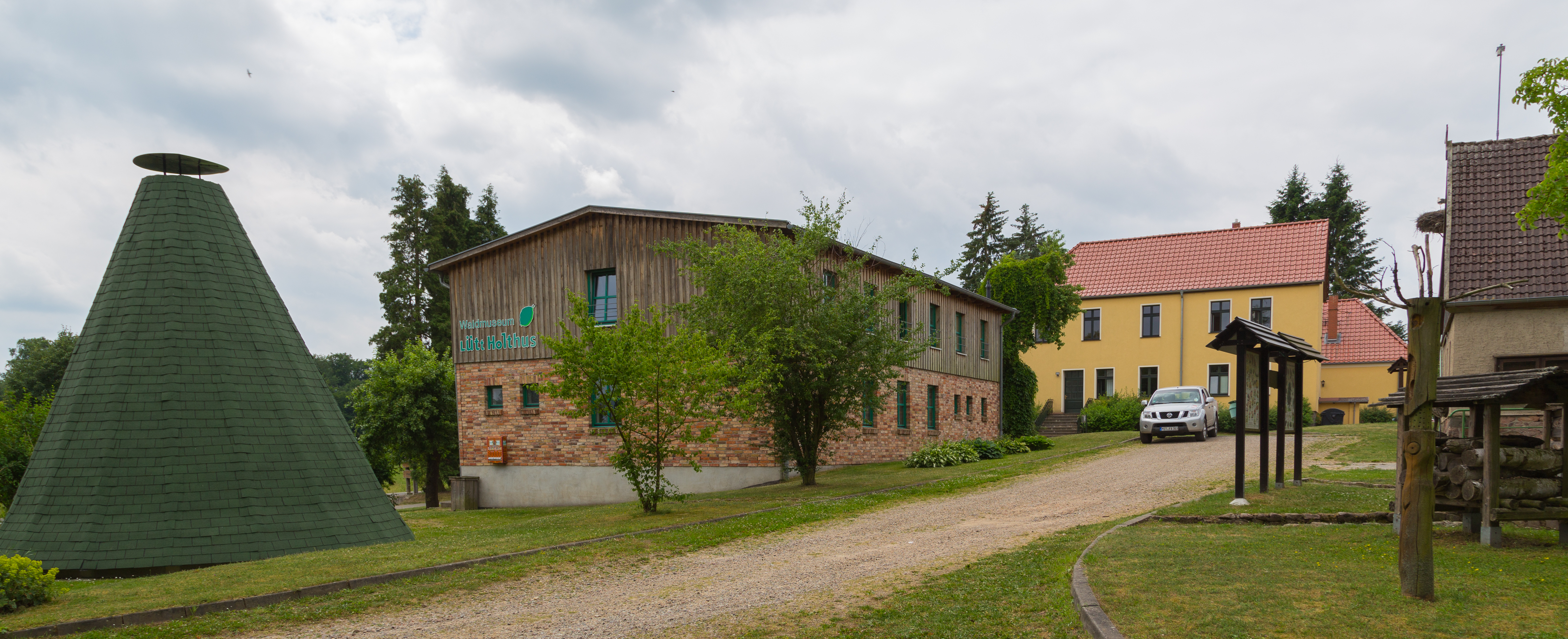
Das Forstamt Lüttenhagen mit dem vorgelagerten Waldmuseum „Lütt Holthus“.

Mit der politischen Wende in der DDR und der Neuausrichtung der dortigen Forstwirtschaft wurde im damaligen Staatlichen Forstwirtschaftsbetrieb Neustrelitz am 3. Mai 1990 eine Regionalgruppe des Bunds Deutscher Forstleute (BDF) gegründet, wobei Borrmann einstimmig zum Vorstandsmitglied gewählt wurde und dieses Amt fast 15 Jahre lang aktiv ausfüllte. Als „Mann der ersten Stunde“ des BDF in Mecklenburg-Strelitz ehrte ihn der BDF-Landesverband Mecklenburg-Vorpommern mit der Ehrennadel in Gold. Daneben ist Borrmann Mitglied des Forstvereins Mecklenburg-Vorpommern und der Schutzgemeinschaft Deutscher Wald, deren Kreisvorstand Mecklenburg-Strelitz er angehört. Des Weiteren gehört er dem Beirat des Naturparks Feldberger Seenlandschaft an.
Klaus Borrmann war zeitlebens dem Ethos seines Berufsstandes gemäß nicht nur ein unbedingter Verfechter der nachhaltigen Forstwirtschaft, sondern auch des Naturschutzes und der Landespflege. Zu diesem Zweck betreibt er  eine umfangreiche Öffentlichkeitsarbeit mit dem Ziel, Verständnis für die Natur und Geschichte der Feldberger Seenlandschaft, der Region seines ehemaligen Forstamtes Lüttenhagen, zu wecken. Obschon ein passionierter Jäger, war er als leidenschaftlicher Naturfotograf  im Wald öfter mit der Kamera als mit der Büchse anzutreffen. Den Urlaubsgästen brachte er die Gegend jahrzehntelang mit Lichtbildervorträgen nahe. Borrmann ist auch Vater des 1999 eröffneten Lüttenhagener Waldmuseums „Lütt Holthus“, das vor allem jungen Besuchern „Natur zum Anfassen“ bietet.
Seit seinem Dienstbeginn 1972 in Lüttenhagen hat Borrmann mehr als 200 kleine und größere Veröffentlichungen zur Natur und Geschichte der Feldberger Region vorgelegt, darunter viele Abhandlungen  und Aufsätze in Fachzeitschriften und Heimatbroschüren. Er ist ein weit über Mecklenburg-Vorpommern hinaus bekannter Ornithologe und hat zahlreiche Beiträge über Eulen veröffentlicht. Für eine Untersuchung zum Vordringen der Rosskastanienminiermotte in die Region Mecklenburg-Strelitz wurde er während der 36. Vortragstagung des Naturschutzes „Flora und Fauna ‘06“ im Jahr 2006 mit dem Preis der Erwin-Hemke-Stiftung „Forschen – Schreiben – Schützen“ ausgezeichnet.
Den Reigen seiner größeren Buchveröffentlichungen eröffnete er mit Lüttenhäger Oberförster. Im November 2001 zum Ende seiner aktiven Dienstzeit fertiggestellt, ist dieses „grüne Buch“ eine Würdigung seiner Amtsvorgänger und eine Verbeugung vor ihrer Leistungen für die Wälder der Feldberger Seenlandschaft. Borrmann spannt den zeitlichen Bogen dabei von der Gegenwart bis zurück bis ins Jahr 1810 – denn seitdem besteht das Forstamt Lüttenhagen. Bereits für die zweibändige Darstellung Mecklenburg-Strelitz – Geschichte einer Region (2000 und 2002) hatte er die rund 300-jährige Forst- und Jagdgeschichte des Großherzogtums Mecklenburg-Strelitz aufgearbeitet. In Feldberger Jägersleut (2003) widmete er sich der Jagd in der Feldberger Seenlandschaft, wobei er auch Persönlichkeiten wie den Jagdschriftsteller Goede Gendrich würdigte. Für das Heimatbuch Feldberg, Geschichte und Geschichten (2005) zeichnete Borrmann die forstliche und jagdliche Entwicklung in der Feldberger Region nach, ebenso in dem gemeinsam mit Holger Tempel verfassten Buch Die Wildparks Serrahn & Lüttenhagen. Historisches aus Großherzoglichen Gatterrevieren und Forsthäusern im östlichen Mecklenburg-Strelitz (MST) 1849–1945 (2005). Vorrangig humorvolle Saiten schlug Borrmann in seinen Anekdoten-Sammlungen Strelitzer Grünröcke (2007), die den Jäger- und Försteralltag der DDR-Zeit zum Thema hat, und in Strelitzer Büchsenspanner (2009) an.
Mit Generationen in Grün. Geschichten vom Alltag der Förster, Jäger und Naturschützer aus den bewegten Zeiten zwischen Kaiserreich und vereinter Republik legte er 2016 eine umfangreiche Autobiografie vor.
Klaus Borrmann lebt mit seiner Frau Siegried in Neuhof, einem Ortsteil der Gemeinde Feldberger Seenlandschaft.

## Schriften
- als Schriftleiter: Festschrift zur 750-Jahrfeier der Gemeinde Steinhöfel. 1220–1970. Steinhöfel 1970.
- Lüttenhäger Oberförster. Leben und Wirken für die Wälder der Feldberger Seenlandschaft 1810–2001. Lüttenhagen 2001.
- Feldberger Jägersleut. Legenden und Fakten zu Jagd und Wild der Feldberger Seenlandschaft – gestern und heute. Neustrelitz 2003, ISBN 3-9808755-2-0.
- mit Holger Tempel: Die Wildparks Serrahn & Lüttenhagen. Historisches aus Großherzoglichen Gatterrevieren und Forsthäusern im östlichen Mecklenburg-Strelitz (MST) 1849–1945. Galenbeck/Mecklenburg 2005, ISBN 3-929192-20-9.
- als Hauptverfasser mit Illustrationen von Friedrich Ernst Wilfahrt: Strelitzer Grünröcke. Jagd-Anekdoten und Förster-Originale aus Mecklenburgs fernem Osten. Friedland/Mecklenburg 2007, ISBN 978-3-937669-96-0 oder ISBN 3-937669-96-5.
- Strelitzer Büchsenspanner. Jagdgrüne Anekdoten von außergewöhnlichen Begebenheiten und mecklenburgischen Originalen aus längst vergangenen Zeiten. Steffen, Friedland bei Neubrandenburg 2009, ISBN 978-3-940101-70-9.
- als Mitverfasser: Feldberg – Serrahner Naturparkgeschichte(n). Aktivitäten von Forschern und Vereinen zum Schutz der Wälder und Gewässer in der Feldberger Seenlandschaft, einschließlich Müritz-NP-Teil Serrahn. Hoyer, Galenbeck 2009, ISBN 978-3-929192-23-0.
- Räuber in heimischen Wäldern. Fuchs, Dachs, Marderhund und Waschbär. Steffen, Berlin 2013, ISBN 978-3-942477-61-1.
- Generationen in Grün. Geschichten vom Alltag der Förster, Jäger und Naturschützer aus den bewegten Zeiten zwischen Kaiserreich und vereinter Republik. cw Nordwest Media Verlag foxbooks, Grevesmühlen 2016, ISBN 978-3-946324-06-5.

Außerdem gehörte er zu den Autoren der beiden Bände Mecklenburg-Strelitz – Geschichte einer Region, die 2000 und 2002 erschienen, des Heimatbuches Feldberg, Geschichte und Geschichten (2005) sowie des von Albrecht Milnik herausgegebenen Biografien-Bandes Im Dienst am Wald. Lebenswege und Leistungen brandenburgischer Forstleute (2006). Auch an dem Standardwerk Das große Lexikon der Vogelpflege (2003) arbeitete er mit.